# ロジャー・J・ハミルトン
ロジャー・ジェームズ・ハミルトン（英語：Roger James Hamilton、1968年8月7日 - ）は、香港出身、シンガポール在住の作家、教育者、社会起業家。

## 人物概要
グローバル起業家のための教育企業であるGenius Groupの創設者、CEOである。また、「アジアを代表するウェルスコンサルタント」としても知られ、起業家のための診断テストである「ウェルスダイナミクス」プロファイリングシステムの考案者である。
イギリスのビジネステレビネットワークYour Business Channelにレギュラー出演するビジネス専門家であり、ビル・クリントン元アメリカ大統領が設立したClinton Global Initiativeのメンバー、ジャック・キャンフィールドが設立したTransformational Leadership Councilのメンバーである。
著書『才能は開ける』（原題　The Millionaire Master Plan）は、2014年に『ニューヨーク・タイムズ』と『ボストン・グローブ』のベストセラーリストに掲載された。2017年、彼のリゾート会社であるEntrepreneur Resortsがセーシェル証券取引所に上場した。

## 経歴
香港出身。 パプアニューギニアに移住する前、キングジョージ5世学校に通った。 1984年にスコットランド・エディンバラ近郊のロレットスクールに通い、1989年にケンブリッジ大学で建築学の学士号を取得して卒業した。
1989年、21歳で、ロンドンの出版社であるFootprintsを共同設立する。同社はイギリスにおける絵地図のパイオニアとなり、1994年に全国規模の印刷会社に売却されるまで、42都市に拡大した。
1995年、Apple、Microsoft、HP Technology Servicesをコミュニティネットワークを通じて販売するHand TechnologiesをDellの2人のシニアプリンシパルと共に開発。Hand Technologiesは、初期のインターネットセールスコミュニティにおいてパイオニアの1つとなった。
1997年、シンガポールでFree Market Mediaを立ち上げ、ベンチャーキャピタルの3i PLCから資本を得た。続いてExpat Living誌を立ち上げ、シンガポールの駐在員コミュニティにおけるトップ雑誌となった。
2002年、著書『億万長者の秘密をきみに教えよう！』（原題　Wink And Grow Rich）を執筆し、世界的なベストセラーとなる。社会起業家に奉仕し、結びつけるためのXL Groupを共同設立。
2009年、XL Nationを設立。XL Nationは、社会起業家のための国際非営利組織のトップの1つとなる。
2014年、XL Nationの成長をサポートするために、Wealth Lighthouseに注力する。
2015年、起業家教育に焦点を当てたエドテック・プラットフォームであるGeniusU.comを開設。
2017年、世界中のEntrepreneur Resorts and Beach Clubsのグループ企業であるEntrepreneur Resorts Limitedが、セーシェル証券取引署のMERJに上場。
2019年、シンガポールの上場企業として、グローバルな起業家教育グループであるGenius Groupを設立。ウェルスダイナミクスとタレントダイナミクスを保有しているEntrepreneurs Instituteを買収した。
2020年、Genius Groupは、Entrepreneur Resorts、Education Angels、E-Square Education、Property Investors Networkなどの起業家教育企業を買収し、8000万ドル以上を獲得した。

## ウェルスダイナミクス
2003年、ハミルトンはウェルスダイナミクス・プロファイリングシステムを開発した。以来、このシステムは世界中の25万人以上の起業家に利用され、起業家にとって価値あるツールとして国際的に認知されている。
このシステムは、カール・ユングの研究に基づいた診断テストであり、ユングの研究を易経に結びつけたものである。ユングは易経を研究していた。易経は、1921年に出版されたユングの著作『心理学的類型』にも影響を与えており、関連が見られる。ユングは、リチャード・ウィルヘルムによって初めて翻訳された『易経』に序文を書いている。ウェルスダイナミクス・プロファイリングシステムは、中国の五大要素や、相反するものが交互にリンクしていくことで生まれる「フロー flow」の概念を取り入れている。
著書『億万長者 富の法則』（原題　Your Life Your Legacy: An Entrepreneur Guide to Finding Your Flow）で詳しく紹介されているように、ハミルトンはすべての成功戦略を8つの道に分類している。
2010年、ウェルスダイナミクス・システムはウェルススペクトルレベルによって補完され、各プロファイルは9つのレベルに分割された。また、企業向けの用途のために、タレントダイナミクス・システムへと展開した。タレントダイナミクス・システムは現在、英国国民保健サービス（NHS）からゼネラルミルズまで、さまざまな組織で利用されている。
2010年、30人の著名な起業家がウェルスダイナミクスをビジネスに活用した事例を紹介する書籍『The Wealth Garden, Catching Butterflies Without a Net』を出版。
「ウェルスダイナミクス」モデルを提唱するその他の書籍には、John Williamsの『Screw Work Let's Play』、ボブ・ウリチャックの『Disciplined for Life』、Penny & Thomas Powerの『A Friend in Every City』がある。

## ベンチャー企業
共同設立したベンチャー企業
- XL Group（2002年） - アジア太平洋地域において、起業家精神の成長と効果的な寄付を加速させるために、2001年にシンガポールで設立。"XL "は "Extraordinary Lives "の略である。
- XL Nation（2009年）

設立されたベンチャー企業
- ウェルスダイナミクス（2009年）- ウェルスダイナミクスのプロファイルテスト
- Wealth Dynamics Central（2009年） - ウェルスダイナミクスの製品販売
- Vision Villas（2009年） - リトリート、内省、復活、再生を求める旅行者やグループ向けのブティックリゾート
- XL Nation（2009年） - 社会起業家やチェンジメーカーを惹きつけて力づけする組織
- Talent Dynamics（2010年） - イギリスを拠点とする、国際的なビジネス開発トレーニング会社。ウェルスダイナミクス・プロファイルテストに基づいたシステムを使用
- Wealth Spectrum（2011年） - Wealth Dynamics Spectrumの製品を販売
- Entrepreneurs Institute（2012年） - 事業の最初の立ち上げから、複数の事業の管理・投資まで、事業成長のあらゆる段階をサポート
- iLab Incubator（2012年） - アジア初のリゾート起業家アクセラレーター
- My Genius Test（2013年） - ダイナモ (Ideas Smart)、ブレイズ (People Smart)、テンポ (Senses Smart)、スチール (Detail Smart) に基づくプロファイリング・システム
- Wealth Lighthouse（2014年）- ウェルスダイナミクスとウェルススペクトルの概念を表す。社会的利益と起業家精神のための共通言語でもある。

## 社会起業家精神
ハミルトンは、2002年に社会起業家を支援し結びつけるためにXL Groupを立ち上げ、2009年にXL Nationを共同設立した。
2007年、Inc.誌はハミルトンのXL Groupと彼らのHunger Projectの支援について報じた。 この組織は、Global Volunteer Network、StepUp Foundation、Buy1Give1（現在、B1G1として知られている）など様々な人道的プロジェクトの基盤となっている。 2007年、XL Groupは国連グローバル契約のチャーターメンバーとなり、2008年、ハミルトンは社会起業家精神へのコミットメントから、Clinton Global Initiativeのメンバーに招待された。2020年、国連グローバルコンパクト・シンガポールから年次サミットに招待され、SME戦略シリーズについて話した。

## 論争
2006年、XL Results Foundationは不当な行為をしており、完全な詐欺であるという疑惑が生じ、シンガポールで訴訟になった。 2008年3月24日にこの疑惑は撤回され、和解した。